# 테드: 미다스 황금손의 비밀
테드: 미다스 황금손의 비밀(Tadeo Jones 2: El secreto del rey Midas)는 2017년 개봉한 스페인의 애니메이션 영화이다.